# مغامرة العميل المرموق
مغامرة العميل المرموق (بالإنجليزية: The Adventure of the Illustrious Client)‏ واحدة من 56 قصة قصيرة لشيرلوك هولمز من تأليف السير آرثر كونان دويل. وهي واحدة من 12 في سلسلة كتاب قضايا شرلوك هولمز. نشرت القصة في 1924 في مجلة الستراند.

## الترجمة العربية
مغامرة العميل المرموق، مؤسسة هنداوي، ترجمة دينا عادل غراب ومراجعة شيماء طه الريدي.